# Вайсвампах (комуна)
Вайсвампах (люксемб. Wäiswampech, фр. Weiswampach, нім. Weiswampach) — комуна Люксембургу. Входить до складу кантону Клерво в окрузі Дикірх.

## Географія
Площа території комуни становить 35,25 км² (12-е місце за цим показником серед 116 комун Люксембургу).
Висота найвищої точки комуни над рівнем моря складає 538 метрів (7-е місце за цим показником серед комун країни), найнижчої — 368 метрів (115-е місце).

## Демографія
Станом на 2011 рік на території комуни мешкало 1 350 ос.
Динаміка чисельності населення:

## Адміністративний поділ
До складу комуни входять такі поселення:
| Поселення  | Населення за даними переписів: | Населення за даними переписів: | Населення за даними переписів: |
| Поселення  | на 31.03.1981                  | на 01.03.1991                  | на 15.02.2001                  |
| ---------- | ------------------------------ | ------------------------------ | ------------------------------ |
| Байлер     | 93                             | 89                             | 83                             |
| Бінсфельд  | 205                            | 227                            | 220                            |
| Брайдфельд | 51                             | 40                             | 46                             |
| Холлер     | 69                             | 90                             | 82                             |
| Лайтум     | 55                             | 60                             | 73                             |
| Вайсвампах | 409                            | 470                            | 648                            |